# Ephesia longipalpis
Ephesia longipalpis är en fjärilsart som beskrevs av Clayton Dissinger Mell 1936. Ephesia longipalpis ingår i släktet Ephesia och familjen nattflyn. Inga underarter finns listade i Catalogue of Life.